# Dichomeridinae
De Dichomeridinae zijn een onderfamilie van vlinders uit de familie tastermotten (Gelechiidae).

## Geslachtgroepen
- Anarsiini
- Chelariini
- Dichomeridini